# Cornelio Caprara
Cornelio Monti Caprara (Bologna, 16 agosto 1703 – Roma, 5 aprile 1765) è stato un cardinale italiano.

## Biografia
Terzo figlio di Francesco Monti Bendini, senatore di Bologna, e Valeria Beroaldi, Cornelio appartiene ad nobile ed antica famiglia bolognese.
Compì i suoi studi a Bologna e all'università di Pisa. In seguito si recò a Roma ove iniziò la sua carriera ecclesiastica: referendario del tribunale della Segnatura (1725), relatore della Reverenda Fabbrica di San Pietro e della Congregazione del Buon Governo, uditore della Rota Romana (1743), governatore di Roma e vice camerlengo del collegio cardinalizio (156-1761).
Fu creato cardinale-diacono da papa Clemente XIII nel concistoro del 23 novembre 1761. Il 25 gennaio 1762 ottenne il titolo cardinalizio dei Santi Cosma e Damiano. Il 14 novembre successivo fu ordinato diacono.
Morì il 5 aprile 1765 a Roma, appena uscito dalla visita al Santissimo Sacramento nella Cappella Paolina in Vaticano. I suoi resti riposano nella basilica dei Santi Cosma e Damiano.